# Hatching Mayflies
『Hatching Mayflies』（ハッチング メイフライズ）は、2011年6月1日に発売されたthe HIATUSの2枚目のEP（シングル）。規格品番はFLCF-4375。

## 概要
the HIATUSの2枚目のEPである。収録楽曲はすべてメンバー全員でのセッションを重ねながら制作された。また今作からプロデュースはthe HIATUSとなっている。
ジャケットのイラストとデザインはNii Makotoが手がけている。収録曲の内、「Bittersweet / Hatching Mayflies」にはミュージック・ビデオが制作されている。
2011年6月13日付のオリコンチャートで、約2.3万枚を売り上げ初登場8位。
このCDは洋楽扱いされているため、レンタル開始は発売から1年後となっている（収録曲のすべてが全英語詞）。

## 収録曲
| 全作詞: 細美武士、全作曲: the HIATUS。 |                                     |          |            |      |
| #                                      | タイトル                            | 作詞     | 作曲・編曲 | 時間 |
| 1.                                     | 「Bittersweet / Hatching Mayflies」 | 細美武士 | the HIATUS | 4:27 |
| 2.                                     | 「The Brainwasher」                 | 細美武士 | the HIATUS | 3:06 |
| 3.                                     | 「Snowflakes」                      | 細美武士 | the HIATUS | 3:45 |

## レコーディングメンバー
- 細美武士 : ヴォーカル・ギター (全曲)
- masasucks : ギター (全曲)
- ウエノコウジ : ベース (全曲)
- 柏倉隆史 : ドラムス (全曲)・ギター (M-1, 3)・プログラミング (M-1, 3)
- 堀江博久 : キーボード (全曲)・シンセサイザー (M-1, 3)